# Чутеєво
Чуте́єво (рос. Чутеево, чув. Чутей) — село у складі Янтіковського району Чувашії, Росія. Адміністративний центр Чутеєвського сільського поселення.
Населення — 612 осіб (2010; 684 у 2002).
Національний склад:
- чуваші — 98 %